# Ленинградский научно-исследовательский институт языкознания
Ленинградский научно-исследовательский институт языкознания (ЛНИЯ)  — научное учреждение в Ленинграде, существовавшее в 1933—1937 годах.

## История
Создан решением Наркомпроса на основе сектора языка ликвидированного Института речевой культуры. Директором был назначен бывший учёный секретарь ГИРК Л. П. Якубинский.
В 1937 ликвидирован, а на его базе организовано Ленинградское отделение только что созданного Центрального научно-исследовательского института языка и письменности народов СССР.

## Структура
секции
1. русского и других славянских языков (Л. П. Якубинский, Н. С. Державин, М. Г. Долобко, С. П. Обнорский, Л. В. Щерба и др.)
2. германских языков (В. М. Жирмунский и др.)
3. романских языков (В. Ф. Шишмарёв)
4. финно-угорских языков (Д. В. Бубрих, Э. А. Лемберг и др.)
5. античных языков (О. М. Фрейденберг)
6. турецко-монгольских языков (Н. К. Дмитриев, Н. Н. Поппе и др.)
7. иранских языков (А. А. Фрейман, Е. Э. Бертельс. А. А. Ромаскевич, И. И. Зарубин и др.)
8. дальневосточных языков (Н. И. Конрад, Н. А. Невский и др.)
9. семито-хамитских языков (И. Ю. Крачковский, И. Г. Франк-Каменецкий, Н. В. Юшманов, А. П. Рифтин и др.)